# Гусейнова, Вафа Феяз кызы
Вафа Феяз кызы Бакарова (в девичестве Гусейнова; азерб. Vəfa Fəyaz qızı Hüseynova; род. 10 ноября 1988, Баку) — азербайджанская гимнастка, судья и тренер, бывший член азербайджанской команды по художественной гимнастике, мастер спорта, участница летних Олимпийских игр 2008 года.

## Биография
Вафа Гусейнова родилась 10 ноября 1988 года в Баку. В 2003 году заняла третье место на первенстве Азербайджана по художественной гимнастике в соревновании мастеров спорта с результатом в 91,9 балла.
В 2008 году в составе команды Азербайджана выступала на летних Олимпийских играх 2008 года, где пробившись в финал, заняла с 31.575 очками 7-е место.
Через год на чемпионате мира в Японии азербайджанская команда с Гусейновой в составе заняла 4-е место.
В феврале 2010 года, завершив курсы судейства по художественной гимнастике в эстонском городе Тарту, стала судьёй международного класса 4-й степени.
В 2013 году Гусейнова была уже одним из тренеров сборной Азербайджана по художественной гимнастике.